# Extension of the Wish
Extension of the Wish è il primo album in studio del gruppo musicale svedese degli Andromeda, pubblicato nel 2001.

## Tracce
1. The Words Unspoken – 5:28
2. Crescendo of Thoughts – 5:24
3. In the Deepest of Waters – 7:07
4. Chameleon Carnival – 4:59
5. Starshooter Supreme – 5:18
6. Extension of the Wish – 10:03
7. Arch Angel – 5:54
8. Journey of Polyspheric Experience – 5:42

## Formazione
- Johan Reinholdz – chitarra
- Martin Hedin – tastiere
- Thomas Lejon – batteria
- Gert Daun – basso
- Lawrence Mackrory – voce (turnista)